# Tharsis

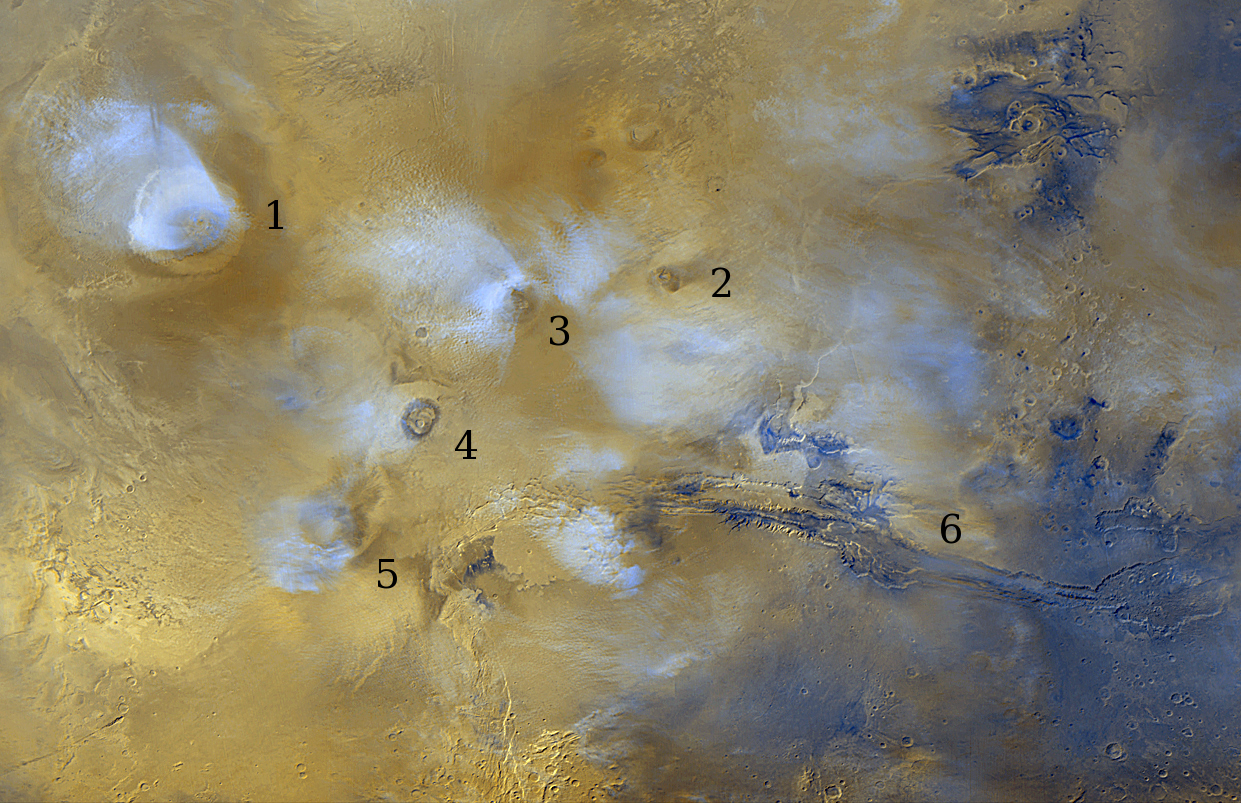
Karta över Tharsis. Följande landmärken återfinns på bilden: 1. Olympus Mons 2. Tharsis Tholus 3. Ascraeus Mons 4. Pavonis Mons 5. Arsia Mons 6. Valles Marineris

Tharsis är en region och platå på planeten Mars västra halvklot, på vilken det ryms ett stort antal vulkaner. Platån är Mars största centrum för vulkanisk och tektonisk aktivitet. I Tharsis-området finns bland annat solsystemets högsta berg Olympus Mons, bergskedjan Tharsis Montes och vulkanen Alba Mons. Området sträcker sig mellan 45°S till 45°N och från 180°Ö till 0°Ö. Fältet spänner 5000 kilometer i öst-västlig riktning och 6000 kilometer i nord-sydlig riktning, och sträcker sig därmed över både högland och lågland i området. Formationen av Tharsis har även bidragit till att förflytta Mars poler i förhållande till dess rotationsaxel, ett fenomen som kallas polvandring eller polförskjutning (true polar wander på engelska). Namnet anspelar på Tarshish eller Tarsis från Bibeln, ett område långt västerut i den för tidpunkten kända världen.

## Geologi

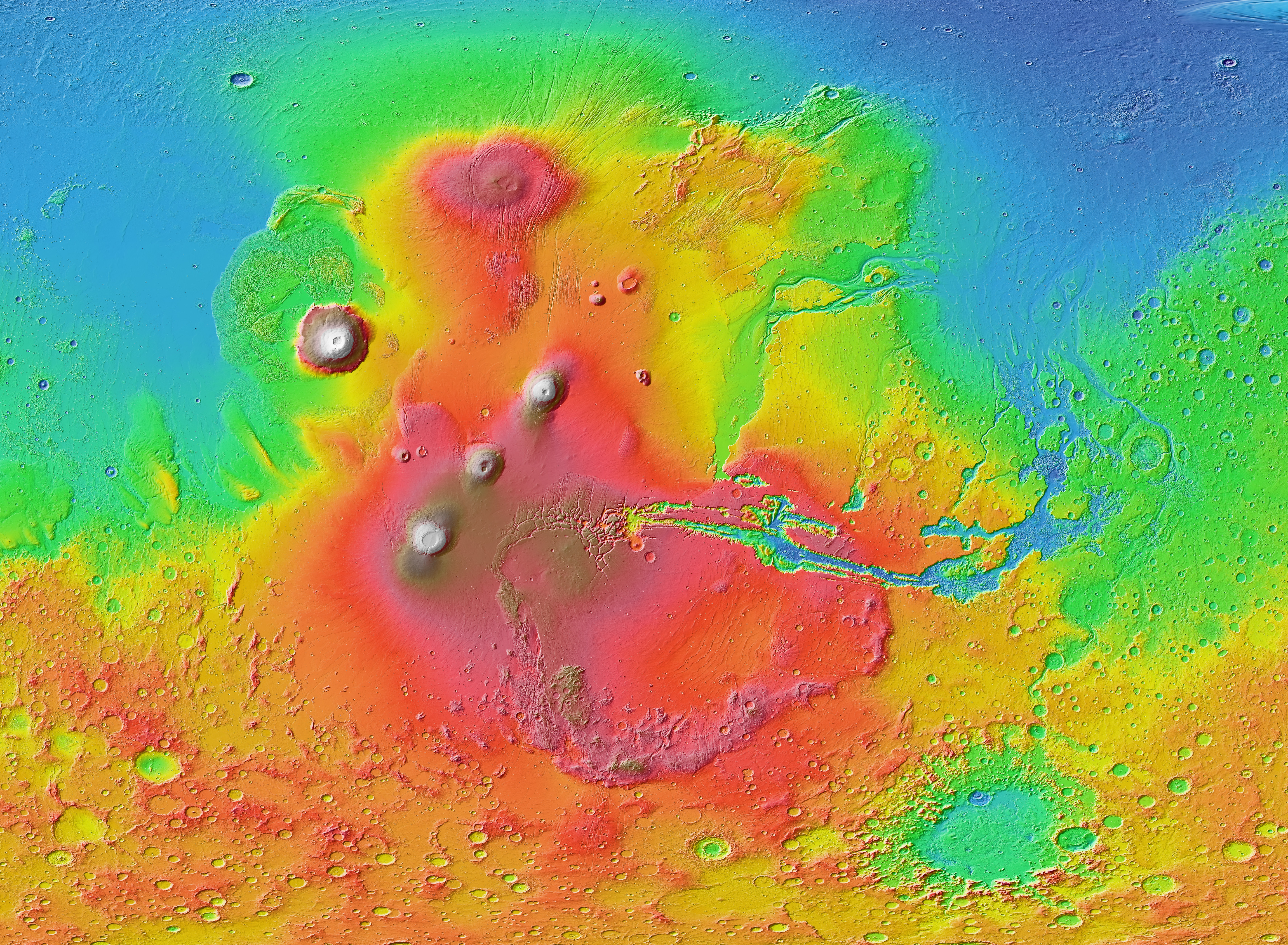
Topografisk karta över Tharsis, som framför allt syns i de bruna och röda områdena på bilden. I öst syns Valles Marineris, med sitt ravinsystem och kanaler norrut där det en gång runnit vatten.

### Framväxt
Tharsis började växa till sig under den noakiska epoken, sannolikt för mer än 3,8 miljarder år sedan. Vissa geologiska strukturer som man kan hitta i t.ex. Valles Marineris, tycks indikera att Tharsis-platån växte i flera steg: från den sena noakiska epoken och ända till den amazoniska epoken (från 1,8 miljarder år sedan till idag). Mars Express-uppdraget indikerar att regionen förmodligen har varit vulkaniskt aktiv fram till för mellan 250 och 100 miljoner år sedan. Tillväxten av platån har i jämförelse med jordiska förhållanden tagit lång tid. Vissa beräkningar pekar på att det tog upp mot 3 miljarder år för de största vulkanerna på Tharsis att växa till sin nuvarande storlek, att jämföra med t.ex. 100 miljoner år av vulkanisk aktivitet i Hawaii-Emperor-kedjan på jorden.
Det finns olika teorier om hur Tharsis bildades. En möjlig förklaring till platåns framväxt är att lava från vulkanutbrott i området har spridit sig och lagt sig lager på lager. En mer etablerad förklaring är att platån har växt underifrån och uppåt, genom smält bergmaterial som har ackumulerats under skorpan. Något som stärker den senare teorin är de klyftsystem som återfinns runt Tharsis. En "ledtråd" som stödjer "underifrån-hypotesen" är att vulkanerna på Tharsis är betydligt yngre än själva platån själv. Arsia Mons hade sitt sista utbrott för cirka 700 miljoner år sedan, Pavonis Mons 300 miljoner år, Ascraeus Mons 100 miljoner år sedan. Olympus Mons kan ha haft sitt sista utbrott för så lite som några få miljoner år sen och som mest 30 miljoner år sedan.
Bildandet av Tharsis och den "bula" på Mars som vulkanplatån har orsakat har möjligen resulterat i skapandet av Valles Marineris, en av solsystemets största dalgångar.

### Övriga egenskaper
Stora delar av Tharsis-platån utmärker sig genom sin något svagare lokala tyngdkraft (ett värde på Bouguer-anomalin under 0 mGal), särskilt jämfört med områden som Hellas Planitia i den sydvästra delen av Mars där tyngdkraften är väsentligt starkare (över 900 mGal enligt Bouguer-anomalin). Värdena på gravitationsmätningarna kan tolkas som att Tharsis skulle ha en något tjockare skorpa generellt än övriga delar, eftersom skorpan har en lägre densitet än manteln. Överlag beräknas Mars skorpa vara relativt tjock i Tharsis-området, mellan 60 och 80 km tjock och på vissa ställen beräknas den vara nästan 100 km tjock.

## Övrigt
Innan Olympus Mons, Ascraeus Mons, Pavonis Mons och Arsia Mons fick sina nuvarande namn kallades de för Groucho, Chico, Harpo, respektive Zeppo efter bröderna Marx.